# Senicídio
Senicídio ou geronticídio, é o abandono à morte, suicídio ou assassinato de idosos. 
As opiniões da sociedade e as repercussões legais variaram bastante em relação ao senicídio. Em 1900, Van Hoof examinou 87 relatos de pessoas idosas da antiguidade clássica que cometeram suicídio. Desses suicídios, ele afirma que 20 foram motivados pela impaciência, 17 pela humilhação, 12 pela vaidade e 10 pelo sofrimento. Van Hoof também fornece estatísticas sobre a maneira do suicídio, tanto com êxito quanto sem êxito. A fome foi a mais utilizada, respondendo por 18 dos 61 casos disponíveis. O suicídio pelo uso de armas foi o segundo mais prevalente, constituindo 13 casos, seguido pelo uso de veneno em 11 casos.  
Os pensamentos filosóficos antigos variavam bastante nesse aspecto. Platão bifurca o suicídio nas Leis: embora se matar por sofrimento, infortúnio ou injunção estatal seja aceitável, cometer suicídio "devido à preguiça e à covardia desleixada" requer rituais de purificação e exige que o corpo seja enterrado sem um epitáfio.  Aristóteles via o suicídio como um ato injusto: "quando um homem que viola a lei prejudica outro (que não seja retaliação) voluntariamente, ele age injustamente". Assim, para um homem se machucar, argumenta Aristóteles, é um ato injusto.  A doutrina pitagórica sustentava que todas as criaturas estavam sendo punidas pelos deuses que aprisionavam as almas delas em um corpo. Assim, qualquer tentativa de alterar esse castigo seria vista como uma violação direta das vontades dos deuses. No século IV aC, o Juramento de Hipócrates foi desenvolvido e dizia: "Não darei um rascunho fatal a ninguém se for solicitado, nem sugerirei tal coisa".
As sociedades da antiguidade encaravam o suicídio e a eutanásia de maneira muito diferente da cultura moderna. Embora fatores como uma melhor visão médica e psicológica tenham afetado a visão da sociedade contemporânea sobre suicídio e eutanásia, grande parte da mudança de opinião sobre essas formas de morte ocorreu devido à mudança na religião - ou seja, a sociedade greco-romana era dominada pelas religiões pagãs, que não condenavam categoricamente o suicídio e a eutanásia. Muitos cristãos modernos não aceitam a prática de suicídio ou senicídio, sustentando que somente Deus deve ter controle sobre a vida e a morte de uma pessoa.